# Kruškovac
Kruškovac (sprich: Kruschkovatz) ist ein Birnenlikör (nicht zu verwechseln mit dem slowakischen/tschechischen Birnenschnaps „Hruškovica“/„Hruškovice“) aus dem Gebiet des ehemaligen Jugoslawien, dessen Alkoholgehalt bei ca. 25 Vol.-% liegt. Seine Farbe ist klar golden, der Geschmack vergleichsweise mild und süß.  